# Neue Bieriemiennost
Neue Bieriemiennost (w terminologii twórców "Świadomość") – polska grupa artystyczna istniejąca w latach 1985–1987 związana z nurtem Nowej Ekspresji. Tworzyli ją trzej niedawni absolwenci warszawskiej ASP: Mirosław Bałka, Mirosław Filonik i Marek Kijewski, późniejsi znani twórcy indywidualni. Grupa uznawana jest za jedną z najważniejszych inicjatyw artystycznych lat 80. XX wieku w Polsce.